# Semondans
Semondans és un municipi francès situat al departament del Doubs i a la regió de Borgonya - Franc Comtat. L'any 2007 tenia 311 habitants.

## Demografia

### Població
El 2007 la població de fet de Semondans era de 311 persones. Hi havia 121 famílies de les quals 23 eren unipersonals (23 dones vivint soles i 23 dones vivint soles), 43 parelles sense fills, 51 parelles amb fills i 4 famílies monoparentals amb fills.
La població ha evolucionat segons el següent gràfic:
Habitants censats

### Habitatges
El 2007 hi havia 130 habitatges, 121 eren l'habitatge principal de la família, 3 eren segones residències i 6 estaven desocupats. 119 eren cases i 11 eren apartaments. Dels 121 habitatges principals, 108 estaven ocupats pels seus propietaris, 13 estaven llogats i ocupats pels llogaters i 1 estava cedit a títol gratuït; 5 tenien dues cambres, 10 en tenien tres, 34 en tenien quatre i 73 en tenien cinc o més. 111 habitatges disposaven pel capbaix d'una plaça de pàrquing. A 40 habitatges hi havia un automòbil i a 75 n'hi havia dos o més.

### Piràmide de població
La piràmide de població per edats i sexe el 2009 era:
| Homes | Edats   | Dones |
| ----- | ------- | ----- |
| 0     | 95 o +  | 0     |
| 0     | 90 a 94 | 0     |
| 0     | 85 a 89 | 0     |
| 0     | 80 a 84 | 0     |
| 0     | 75 a 79 | 0     |
| 12    | 70 a 74 | 4     |
| 0     | 65 a 69 | 8     |
| 12    | 60 a 64 | 12    |
| 0     | 55 a 59 | 12    |
| 16    | 50 a 54 | 4     |
| 8     | 45 a 49 | 8     |
| 20    | 40 a 44 | 20    |
| 12    | 35 a 39 | 4     |
| 4     | 30 a 34 | 4     |
| 8     | 25 a 29 | 4     |
| 4     | 20 a 24 | 0     |
| 4     | 15 a 19 | 8     |
| 8     | 10 a 14 | 12    |
| 12    | 5 a 9   | 4     |
| 0     | 0 a 4   | 0     |

## Economia
El 2007 la població en edat de treballar era de 202 persones, 164 eren actives i 38 eren inactives. De les 164 persones actives 153 estaven ocupades (82 homes i 71 dones) i 12 estaven aturades (6 homes i 6 dones). De les 38 persones inactives 19 estaven jubilades, 8 estaven estudiant i 11 estaven classificades com a «altres inactius».

### Ingressos
El 2009 a Semondans hi havia 123 unitats fiscals que integraven 313 persones, la mediana anual d'ingressos fiscals per persona era de 20.689 €.

### Activitats econòmiques
Dels 8 establiments que hi havia el 2007, 5 eren d'empreses de construcció, 2 d'empreses de comerç i reparació d'automòbils i 1 d'una empresa d'hostatgeria i restauració.
Dels 5 establiments de servei als particulars que hi havia el 2009, 1 era un paleta, 1 fusteria, 1 empresa de construcció i 2 restaurants.

## Poblacions més properes
El següent diagrama mostra les poblacions més properes.